# NGC 4668
NGC 4668 (другие обозначения — UGC 7931, MCG 0-33-9, ZWG 15.16, IRAS12429-0015, PGC 42999) — галактика в созвездии Дева.
Этот объект входит в число перечисленных в оригинальной редакции «Нового общего каталога».